# Franz von Schönaich

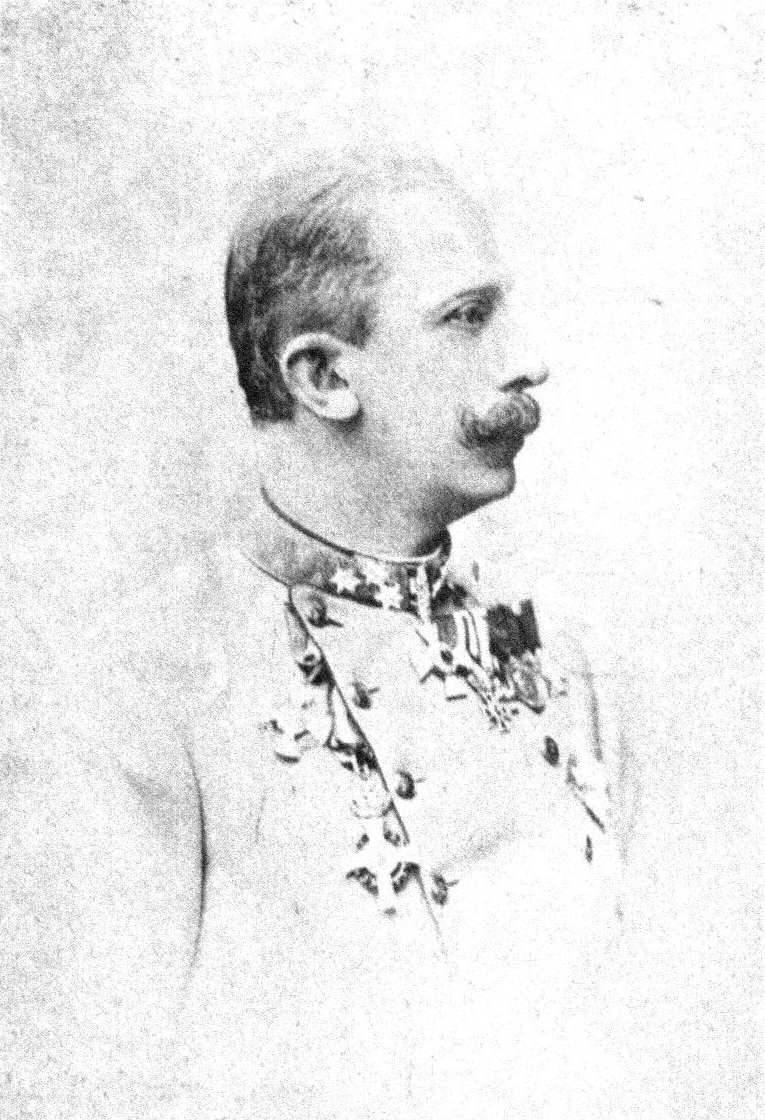
Franz von Schönaich.

Franz Xaver von Schönaich, född den 27 februari 1844 i Wien, död där den 26 januari 1916, var en österrikisk militär.
von Schönaich, som blev officer 1862, deltog i krigen 1864 och 1866. Han fick 1895 befälet över 8:e infanteridivisionen, blev 1899 förste sektionschef i krigsministeriet, 1902 kårchef (i Josephstadt) och 1904 fälttygmästare. År 1905 och, ånyo, 1906 blev han landsförsvarsminister och var 1906-11 rikskrigsminister.